# Massimo Pistone
 (janvier 2021).
La mise en forme du texte ne suit pas les recommandations de Wikipédia : il faut le « wikifier ».
Les points d'amélioration suivants sont les cas les plus fréquents. Le détail des points à revoir est peut-être précisé sur la page de discussion.
- Les titres sont pré-formatés par le logiciel. Ils ne sont ni en capitales, ni en gras.
- Le texte ne doit pas être écrit en capitales (les noms de famille non plus), ni en gras, ni en italique, ni en « petit »…
- Le gras n'est utilisé que pour surligner le titre de l'article dans l'introduction, une seule fois.
- L'italique est rarement utilisé : mots en langue étrangère, titres d'œuvres, noms de bateaux, etc.
- Les citations ne sont pas en italique mais en corps de texte normal. Elles sont entourées par des guillemets français : « et ».
- Les listes à puces sont à éviter, des paragraphes rédigés étant largement préférés. Les tableaux sont à réserver à la présentation de données structurées (résultats, etc.).
- Les appels de note de bas de page (petits chiffres en exposant, introduits par l'outil «  Source ») sont à placer entre la fin de phrase et le point final[comme ça].
- Les liens internes (vers d'autres articles de Wikipédia) sont à choisir avec parcimonie. Créez des liens vers des articles approfondissant le sujet. Les termes génériques sans rapport avec le sujet sont à éviter, ainsi que les répétitions de liens vers un même terme.
- Les liens externes sont à placer uniquement dans une section « Liens externes », à la fin de l'article. Ces liens sont à choisir avec parcimonie suivant les règles définies. Si un lien sert de source à l'article, son insertion dans le texte est à faire par les notes de bas de page.
- La présentation des références doit suivre les conventions bibliographiques. Il est recommandé d'utiliser les modèles {{Ouvrage}}, {{Chapitre}}, {{Article}}, {{Lien web}} et/ou {{Bibliographie}}. Le mode d'édition visuel peut mettre en forme automatiquement les références.
- Insérer une infobox (cadre d'informations à droite) n'est pas obligatoire pour parachever la mise en page.

Pour une aide détaillée, merci de consulter Aide:Wikification.
Si vous pensez que ces points ont été résolus, vous pouvez retirer ce bandeau et améliorer la mise en forme d'un autre article.
Pour les articles homonymes, voir Pistone.
Massimo Pistone est un philosophe italien, artiste, sculpteur,  né à Pescara (Italie) en 1948. 

## Biographie
Massimo Pistone est directeur du département « Communication et didactique de l'art » de l'Académie de Beaux Arts "Villa dei Romani" de Rome Montecelio.
Massimo Pistone a fondé l'Institut Supérieur pour la Communication (Istituto Superiore per la Comunicazione) à Montecelio (Rome).
Responsable depuis 6 années du Service Cinéma du Latium (Servizio cinema della Regione Lazio).
Il a été directeur du Centre d'études « Communication audiovisuelle et réseaux » de Link Campus University  de Rome.
Il est Président également  d'un festival international consacré au cinéma abstrait, Abstracta cinema, à Rome, reprenant l'initiative du cinéaste belge Jean Raine en 1951 à Liège. 
La première édition de l'exposition a eu lieu à Rome du 12 au 17 septembre 2006 et plus de 200 films du monde entier ont été projetés. 
Une nouvelle édition de ce festival a lieu en 2007 du 24 septembre au 27, et en 2008, Abstracta a eu lieu à Rome, New-York et au Caire. 
En 2009 Abstracta a eu lieu à Rome, Marseille et Bangkok.

## Parcours artistique
En 1985, il remporte le premier prix de gravure (Premio Internazionale di incisione) à Stuttgart en Allemagne.
Participe, en 1985, avec une œuvre plastique en cuivre et perspex, à l'exposition  Piero della Francesca interpretato à Arezzo à la maison natale de Vasari, ensuite à Monterchi et Sansepolcro.
Exposition de ses sculptures en bronze à Villa Lazzaroni, en octobre 1993.
Toujours à Rome, au palais Valentini, en juillet 1995, développe une exposition sur une œuvre de Mikhaïl Boulgakov, Maestro e Margherita (Le Maître et Marguerite).
Participe au festival l cosmati - tassellazioni e spazio en 1997.
Réalise en 1998, un monument en travertin romain dédicacé à Gandhi à Monterotondo (Rome).
En 1998, il réalise une exposition personnelle à Trastevere (Rome) La vita è sogno.
En 2000, il continue à réaliser l'affiche du congrès international de mathématiques Combinatorics de Gaeta  (après les éditions de 1990 à Gaeta et Montesilvano en 1994).
Sa sculpture de grandes dimensions, en travertin, est exposée à Rome au Musée de la Sculpture.
En juillet 2002, il représente l'Italie auprès du gouvernement turc en réalisant une sculpture de 6 m2 intitulée Pace  pour le parc de l'université de Eskişehir (Turquie).
Sa sculpture en métal et travertin, Atena, a été placée, en 2015,  près de la Villa dei Romani, à Montecelio de Rome.
Maintenant, en 2018,[Quand ?], il est Directeur du Département de l'Académie de Beaux Arts Villa dei Romani à Roma Montecelio.

## Philosophie
En 2004, il tient un séminaire intitulé L’ornitorinco e la libertà dell’arte à l'Académie des Beaux-Arts de Rome.
En 2007, il est professeur dans le master de deuxième niveau de Ideazione management e marketing degli eventi culturali de l'Université de Rome « La Sapienza ».
En 2011 il publie un livre de philosophie, pour l'éditeur Exorma de Rome, qui s'appelle  Ornitorinco e libertà. Il pensiero occidentale sa di essere infondato. -  Ornithorynque et liberté. La pensée occidentale sait être infondée 
En 2012 il présente son travail philosophique  Parole e cose. Alle origini del pensiero occidentale  -  Mots et choses. Aux origines de la pensée occidentale  à Rome, chez l'Université Link Campus.
En 2015 il publie un livre de philosophie, pour l'éditeur Armando de Rome, qui s'appelle  Einstein & Parmenide.
En 2018 il publie le livre Siamo di nuovo Greci (« Nous sommes de nouveau grecs ») pour l'éditeur If-Press de Rome. 
En 2019 il publie le livre de philosophie Ma questa gallina è eterna? ( Mais cette poule est-elle éternelle?) .                                   
Le 17 mai 2022  il publie son essai Fragile, fragile philosophie près de la maison d'édition Vérone de Paris, 102 p.   (ISBN 9791028420048).                                   
Le 5 janvier 2024 il publie "Fragile, fragile philosophy" chez l'éditeur Austin Macauley (London, New York) en anglais.                                    